# الگا ساویتسکا
اُلگا ساویتسکا (لهستانی: Olga Sawicka؛ زادهٔ ۱ اکتبر ۱۹۶۱) بازیگر، صداپیشه و مدیر دوبلاژ اهل لهستان است.
از فیلم‌ها یا مجموعه‌های تلویزیونی که وی در آن‌ها نقش داشته‌است، می‌توان به حالا یا هرگز!، ... من مخالفم، سال‌های شیرین، واپسین حلقه، ماگدا ام.، در خوشی و سختی و عنصر نامطلوب اشاره نمود.